# ФК «Вікторія» (Жижков) у сезоні 1927—1928
ФК «Вікторія» (Жижков) у сезоні 1927—1928 — сезон чехословацького футбольного клубу «Вікторія» (Жижков). У чемпіонаті Чехословаччини команда виграла своє єдине в історії чемпіонство. 

## Чемпіонат Чехословаччини

### Підсумкова таблиця
|   | Турнірна таблиця     | І  | В | Н | П | МЗ | МП | О  |
| - | -------------------- | -- | - | - | - | -- | -- | -- |
| 1 | Вікторія (Жижков)    | 12 | 8 | 2 | 2 | 41 | 20 | 18 |
| 2 | Славія (Прага)       | 12 | 7 | 2 | 3 | 27 | 20 | 16 |
| 3 | Спарта (Прага)       | 12 | 6 | 2 | 4 | 36 | 18 | 14 |
| 4 | Богеміанс (Прага)    | 12 | 4 | 2 | 6 | 17 | 26 | 10 |
| 5 | Кладно               | 12 | 4 | 1 | 7 | 24 | 39 | 9  |
| 6 | Чехія Карлін (Прага) | 12 | 4 | 1 | 7 | 23 | 38 | 9  |
| 7 | Краловські Виногради | 12 | 2 | 4 | 6 | 16 | 23 | 8  |

### Матчі
- Славія —  2;2, 4:3
- Спарта — 1:1, 5:3
- Богеміанс — 4:1, 1:1
- Кладно — 9:2, 3:2
- Чехія Карлін — 5:1, 3:0
- Краловські Виногради — 1:2, 4:2

### Склад
| Основний склад | Кількість проведених матчів |
| --- | --------------------------- |
| Бенда Стейнер Стеглік Кьоніг Кліцпера Матей Новак Дворжачек Подразіл Баєр Медуна |                             |
| Вацлав Бенда (5) |                             |
| Карел Стейнер (?.3) |                             |
| Франтішек Стеглік (?) |                             |
| Вілем Кьоніг (?) |                             |
| Антонін Кліцпера (?.1) |                             |
| Штепан Матей-Штепан (?.4) |                             |
| Карел Подразіл (?.4) |                             |
| Отто Новак (?.5) |                             |
| Карел Медуна (?.12) |                             |
| Ян Дворжачек (7.4) |                             |
| Вацлав Баєр (?.3) |                             |
| Інші гравці: ВР Ярослав Білий (5), Адоль Кліндера (2); ЗХ Вацлав Голубек (2), Ладіслав Матуш; ПЗ Войтех Сибал-Мікше, Вацлав Кржижек; НП Ярослав Срба (?.1), Карел Громадка (4.2), Вацлав Ванік-Вана, Їржі Мареш; тренер: Антонін Бребурда |                             |